# Novo Čiče
Novo Čiče je malo mjesto 4 km jugoistočno od Velike Gorice. Nalazi se na naplavnoj nizini koju presijeca rijeka Odra s rukavcima. Regionalno gledajući, Novo Čiče je na granici između Turopolja i Posavine.

## Geografija
Reljef Novog Čiča je nizinski s prosječnom visinom od 105 m. Zbog malih visinskih razlika teren je močvaran s mnogobrojnim potocima, kanalima, virovima i izvorima. Eksploatacijom šljunka nastalo je više umjetnih jezera od kojih je najveće Jezero Čiče s površinom od oko 0,9 km2 i dubinom od oko 50 m. Nastankom Jezera Čiče pala je razina podzemnih voda što je dovelo do isušivanja močvara. Dodatno isušivanje uzrokovao je kanal Sava – Odra izgrađen nakon poplave u Zagrebu 1964. Danas je od mnogobrojnih močvara i potoka malo toga ostalo. U preostalim potocima i močvarama razina vode i dalje pada.
Krajolik je oblikovan ljudskim utjecajem te je većinom izgrađen, kultiviran ili pretvoren u šljunčaru. Od nekad prostranih šuma ostalo je samo nekoliko "otoka" uz ostatke kanala, potoka i močvara.
Krajolik u široj okolici oko Novog Čiča je još uvijek je relativno dobro očuvan i u blizini se nalazi Turopoljski lug, velika hrastova šuma. Rukavci rijeke Odre su stanište mnogih ptica močvarica a jezero Čiče je stanište galebova, patki i mnogobrojnih riba.

## Povijest
Novo Čiče se spominje u 14. stoljeću kao posjed oko dvora Želin. Dugo vremena je Novo Čiče bilo maleno selo okruženo močvarama sve dok početkom 19. stoljeća nije izgrađena župna crkva sv. Ivana Krstitelja. Ubrzo se Novo Čiče počelo sve brže razvijati, da bi na prijelazu iz 19. u 20. stoljeće postalo industrijski centar. Novo Čiče je tada bilo prosperitetno mjesto s velikom špiritanom, farmama i plemićkim ljetnikovcima. Iz tog razdoblja potječe i kapelica Ranjenog Isusa, izgrađena 1905. godine, koju su izgradili plemići, vlasnici okolnih ljetnikovaca. Od 1910. do 1940. Novo Čiče je bilo povezano tramvajskom linijom sa željezničkim kolodvorom u Kurilovcu. Tramvaj je bio poznat pod imenom "Konjača".
Nakon I. svjetskog rata i ulaska Hrvatske u Kraljevinu Jugoslaviju, selo je ušlo u razdoblje stagnacije. Nekoć razvijena industrija je propala, a ljetnikovci vlastele su napušteni i uništeni. Za vrijeme II. svjetskog rata, Novo Čiče je bilo jedno od središta partiznaskog pokreta u ovom kraju. Obližnje šume i močvaran teren pružali su odličnu zaštitu partizanima i onemogućavali su učinkovito djelovanje njemačke vojske. Danas, jedini trg u Novom Čiču nosi ime lokalnog heroja oslobodilačkog pokreta – Antuna Cvetkovića.
Poslije II. svjetskog rata od industrije u Novo Čiču nije ostalo ništa. U tom razdoblju se između Velike Gorice i Novog Čiča počeo vaditi šljunak i stvoreno je umjetno jezero. Danas je Jezero Čiče među najvećim jezerima u Zagrebačkoj županiji. Stvaranjem jezera, čije dubina seže i do 50 m, ono je postalo veliki spremnik vode. Posljedica stvaranja jezera je presušivanje okolnih močvara, što je dodatno ubrzano izgradnjom kanala Sava-Odra za obranu od poplava. Danas je od močvara ostalo samo nekoliko potoka i ogranaka rijeke Odre koji svake godine imaju sve niži vodostaj.
Početkom 60-ih kroz Novo Čiče je izgrađena asfaltirana županijska cesta koja je ubrzala razvoj sela. U 70-ima je Novo Čiče imalo oko 600, početkom 90-ih 800, prema popisu iz 2001. oko 1145, a danas 1262 stanovnika. Okosnica gospodarskog razvoja sela su šljunčara, građevinski i poljoprivredni obrti. Blizina zračne luke, željeznice i dobra prometna povezanost (koja će se poboljšati s dovršetkom izgradnje autoceste A11 Zagreb – Sisak) stvaraju bolje uvjete za razvoj sela. Razvoj prometne infrastrukture trebao bi pratiti i razvoj komunalne infrastrukture jer selu kronično nedostaje kanalizacija.
Za vrijeme i neposredno nakon poplave Save u rujnu 2010. Novo Čiče je bilo logistički centar za podjelu pomoći i organiziranje obrane od poplave.

## Stanovništvo
Prema neslužbenim rezultatima popisa stanovništva iz 2021. u Novom Čiču je živjelo 1144 osoba, što predstavlja pad od 10% u odnosu na popis iz 2011.
| broj stanovnika | 325   | 370   | 408   | 478   | 613   | 781   | 614   | 594   | 499   | 529   | 566   | 561   | 645   | 852   | 1141  | 1255  | 1142  |
|                 | 1857. | 1869. | 1880. | 1890. | 1900. | 1910. | 1921. | 1931. | 1948. | 1953. | 1961. | 1971. | 1981. | 1991. | 2001. | 2011. | 2021. |

## Znamenitosti
- Crkva sv. Ivana Krstitelja
- Crkva Ranjenog Isusa
- Zgrada stare škole i učiteljska kuća

## Poveznice
- Web stranica Novog Čiča  Arhivirana inačica izvorne stranice od 6. travnja 2012. (Wayback Machine)

## Šport
- NK Dinamo Novo Čiče